# Aleksandr Bułygin
Aleksandr Grigorjewicz Bułygin (ur. 1851, zm. 1919) – rosyjski polityk, minister spraw wewnętrznych Imperium Rosyjskiego między styczniem a październikiem 1905.
Pochodził z rodziny szlacheckiej, posiadał znaczny majątek ziemski w guberniach riazańskiej i saratowskiej. Od 1871, po ukończeniu Cesarskiej Szkoły Prawa, pracował w sądownictwie. Od 1886 do 1888 był wicegubernatorem tambowskim, następnie od 1888 do 1893 - kałuskim, zaś od 1893 do 1902 gubernatorem moskiewskim. W 1895 otrzymał rangę hofmeistra (III ranga dworska według tabeli rang). Następnie od 1902 do 1905 był pomocnikiem generał-gubernatora moskiewskiego wielkiego księcia Sergiusza Aleksandrowicza Romanowa. W 1905 wszedł do Rady Państwa. W tym samym roku, po zdymisjonowaniu Piotra Światopołka-Mirskiego, został ministrem spraw wewnętrznych. Współautor projektu kompetencji Dumy Państwowej (przed jej planowanym zwołaniem), według którego Duma miała posiadać jedynie głos doradczy. Projekt ten, nigdy niewprowadzony w życie, określano jako "dumę bułyginowską". Odszedł ze stanowiska w październiku tego samego roku. Od 1913 sekretarz stanu.
W 1919 aresztowany przez Czekę, skazany na śmierć i rozstrzelany.